# Pleasant Township (comté d'Appanoose, Iowa)
Pleasant Township est un township, du comté d'Appanoose en Iowa, aux États-Unis,,.

## Source de la traduction
- (en) Cet article est partiellement ou en totalité issu de l’article de Wikipédia en anglais intitulé « Pleasant Township, Allamakee County, Iowa » (voir la liste des auteurs).